# K-535 Jurij Dolgorukij
Il K-535 Jurij Dolgorukij (in cirillico: АПЛ Юрий Долгорукий) è un SSBN russo di 4ª generazione appartenente alla classe 955 Borej identificata con il numero di progetto 955. Primo esemplare della sua classe, deve il suo nome al principe russo Jurij Dolgorukij che è considerato il fondatore della città di Mosca. Si tratta del più moderno sottomarino di questo tipo già in servizio attivo presso la Marina Russa. Allo stato attuale (Settembre 2013) gli altri sottomarini della medesima classe risultano infatti impegnati o nelle prove in mare (K-550 Aleksandr Nevskij (955A)) o in fase di completamento (Vladimir Monomach (955A)).
Si noti come tra l'impostazione del K-535 e del suo più immediato successore ossia il K-550 Aleksandr Nevskij (955A) siano trascorsi ben 8 anni, dunque è accertato che tra i due vi siano sensibili differenze d'impostazione e di specifiche progettuali, onde per cui sia il K-550 "Aleksandr Nevskij" che il "Vladimir Monomach" vengono identificati con il codice di progetto 995A. Inoltre la stessa classe Borej progetto 955 è stata ulteriormente ampliata con l'impostazione del progetto 955U che include sia un miglioramento della insonorizzazione sia la dotazione di 20 missili balistici intercontinentali R-30 Bulava (SS-NX-30) contro i 16 dei progetti 955 e 955A. Il primo sottomarino di classe 955U sarà il Vladimir Knyaz (995U) impostato il 30 luglio 2012.
Il K-535 è dal 10 gennaio 2013 in servizio attivo presso la 31ª Divisione Sottomarini della Flotta del Nord con base a Gadžievo.

## Storia

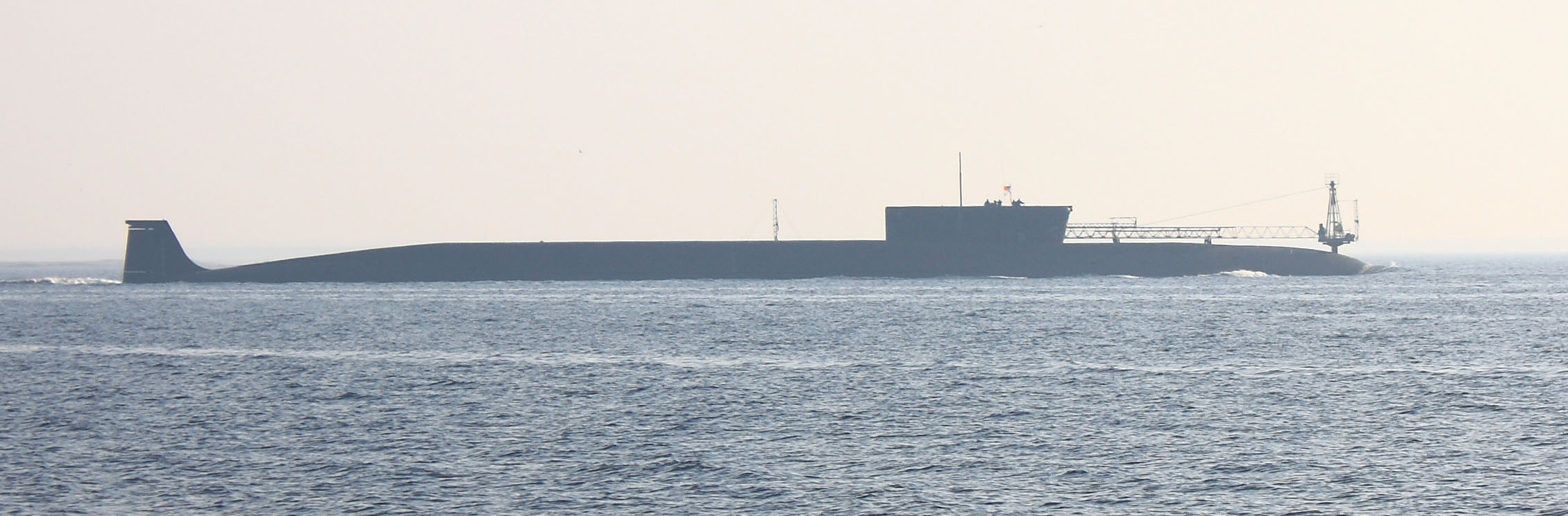
Il K-535 "Yury Dolgoruky" nei test in mare a Severodvinsk del 28 luglio 2010

Il primo sottomarino afferente al progetto 955 è stato accreditato nelle liste dei sottomarini della Marina Russa il 19 agosto 1995 con il nome di "San Pietroburgo". Il 1º maggio 1996 il K-535 cambiò denominazione divenendo noto come il nome del principe "Yury Dolgoruky". Sotto questo nome il sottomarino è stato fissato il 2 novembre 1996 alla 55ª banchina dei cantieri navali Sevmash situati nella città di Severodvinsk.
Sebbene l'entrata in servizio fosse stata inizialmente prevista per il 2001 essa dovette essere posticipata in ragione della persistente carenza di finanziamenti nonché per il cambiamenti generazionali nella costruzione dello scafo, determinanti in tal senso furono gli insuccessi riscontrati nei tre test con il missile che avrebbe dovuto essere imbarcato dal K-535 ossia l'SS-NX-28, che implicarono oltre alla cancellazione del nuovo sistema d'arma e alla sua sostituzione con l'SS-N-30 Bulava ergo con la versione navale dell'ICBM SS-27), anche la sopraddetta riprogettazione dello scafo, il quale venne completato nelle sue componenti principali, nella fattispecie lo scafo interno, soltanto nel 2005.
In tali circostanze, si rese necessario allo scopo di accelerare i lavori di costruzione, utilizzare parte del progetto e delle componenti del Progetto 971 Ščuka-B rimasti incompiuti, specificamente del K-137 "Cougar" iniziato tra il 1993 ed il 1994, oppure in corso di smantellamento come il K-135 "Volgograd" (iniziato nel 1996) e del K-160 "Barnaul" (iniziato nel 1998) appartenenti al Progetto 949a Antej. Questo vantaggio tecnico, non tuttavia supportato da un finanziamento stabile e costante, non ha permesso di tornare al programma originariamente previsto per il K-535 ed in parte per il suo più immediato successore, ossia il K-550 Aleksandr Nevskij.
Superata questa fase, il lavoro di completamento è proseguito attivamente, sebbene l'entrata in servizio venne continuamente posticipata, sino a quando nell'agosto del 2003, i vertici della marina dichiararono che la piena operatività del K-535 sarebbe avvenuta nel 2010, fondi permettendo. In quella data il sottomarino era stato completato soltanto al 40%. L'equipaggio venne invece formato il 5 settembre 2003.
La conclusione della prima fase dei lavori ed il varo avvennero il 15 aprile 2007 in occasione della cerimonia della posa della prima centrale nucleare galleggiante al mondo progettata dall'impresa pubblica Rosatom, ed in procinto di essere varata nel Cantiere del Baltico di San Pietroburgo.
Essendo tuttavia nell'immediatezza del varo della prima Centrale Nucleare Galleggiante prodotta dalla "Rosatom" nel Cantiere del Baltico, la Sevmash posticipò inizialmente il completamento del K-535 di cinque mesi. Per la Russia si è trattato di un evento di assoluta rilevanza, poiché si trattava del primo SSBN varato dal paese dal lontano 1990 (anno del varo del K-407 Novomoskovsk, ultimo esemplare appartenente alla classe 667BDRM Delta IV). Inoltre, si è trattato del primo sottomarino SSBN varato dalla Russia dopo l'indipendenza dall'Unione Sovietica.
Il 12 febbraio 2008 il sottomarino è stato completato ed ha preso il mare venendo lanciato dal molo galleggiante "Sukhona", successivamente è stato assicurato alla banchina in attesa di essere preso in consegna della Marina russa. Per la costruzione del K-535 sono stati spesi 23 miliardi di rubli, di cui 5 miliardi soltanto nel 2007. Nell'aprile 2008 il completamento del K-535 è stato confermato al 94%, garantendo in tal guisa l'accesso alle prove in mare le quali sono possibili soltanto al raggiungimento del 91%.
Il 21 novembre 2008 è stato acceso il reattore nucleare a neutroni termici raffreddato ad acqua OK-650V ed infine dal marzo al maggio 2009, il K-535 ha iniziato la fase A delle prime prove in mare.

## Prove in mare
Dal maggio al giugno 2009, il K-535 ha computo la fase B delle prime prove in mare, attraverso le esercitazioni ai poligoni svoltesi nel Mar Bianco dove il 2 giugno 2009 è stato presentato al Presidente della Federazione Russa Dmitrij Anatol'evič Medvedev che lo ha esaminato a bordo del vascello presidenziale.
Dal 19 giugno al 10 luglio, si è svolta la fase A delle seconde prove in mare. Sul K-535 si sono alternati il comandante del 2° equipaggio, il capitano di vascello Vladimir Shirin, succeduto dal comandante del 1° equipaggio, il capitano di vascello Konstantyn Borysovych Mytʹkyn ed in proposito i risultati dei primi collaudi in mare si sono svolti con successo sia sotto l'aspetto delle prestazioni navali e tecniche del K-535 sia in termini di prestazioni del reattore e di collaudo dei sistemi elettronici. Nell'Agosto 2009, il sottomarino ha completato la fase B della seconda fase delle prove in mare attraverso nuove esercitazioni ai poligoni nel Mar Bianco ed effettuando la prima immersione.
Dal settembre all'ottobre 2009, il K-535 ha compiuto la terza fase di collaudo in mare sempre per il tramite delle prove di tiro ai poligoni situati nel Mar Bianco. Nel luglio 2010 il sottomarino ha affrontato con successo i collaudi in mare richiesti dai cantieri Sevmash inerentemente ai sistemi di navigazione ed a quelli di controllo del galleggiamento. Dall'agosto all'ottobre 2010, il sottomarino ha testato ripetutamente il lancio dei siluri e segnatamente tra il 9 ed il 26 settembre, il K-535 è rimasto impegnato nel Mar Bianco senza far ritorno a terra, riportando infine responsi positivi sulla terza fase di sperimentazione. Verso la metà del novembre 2010 il sottomarino è rientrato alla 55ª banchina dei cantieri Sevmash per alcuni test sui sistemi e secondo il 5°responsabile di produzione della linea 1, V.A. Prokofiev, le modifiche al sottomarino previste dai progetti del cantiere <<sono state sostanzialmente eseguite con successo>>.
Nel dicembre 2010 il vascello è stato nuovamente testato nel Bianco ed è stato sostenuto come il K-535 necessitasse di almeno 5 o 6 nuovi test di navigazione e di collaudo prima di poter essere trasferito alla flotta in servizio attivo. Inizialmente si era ipotizzato di poter effettuare nuovi test sui siluri e contemporaneamente di poter collaudare con un primo lancio il sistema d'arma principale della classe Borei ossia il nuovo missile balistico intercontinentale navale R-30 Bulava, tuttavia i test furono successivamente procrastinati all'estate 2011 in ragione delle condizioni del ghiaccio nel Mar Bianco evidenziatesi nell'inverno 2010.
Sul finire del 2010 ci si attendeva inizialmente che il K-535 potesse entrare in servizio presso la Flotta del Pacifico sin dalla prima metà del 2011, ma nel dicembre 2010 venne comunicato che il sottomarino presentava ancora taluni difetti tecnici e che in ragione di questa considerazione sarebbe tornato in cantiere per i successivi sei mesi allo scopo di effettuare le riparazioni necessarie per poi successivamente continuare i test sul lancio degli R-30 Bulava ed essere consegnato al servizio attivo nella seconda metà del 2011.
Tra il febbraio ed il marzo 2011 il sottomarino ha nuovamente stazionato presso la 55a banchina dei cantieri Sevmash.Nel maggio 2011 il K-535 è stato liberato dalla darsena dei cantieri Sevmash ove si trovava in preparazione della fase finale delle prove in mare.
Verso la metà di giugno 2011 il K-535 ha nuovamente navigato verso il Bianco per i primi test oceanici dell'anno 2011 nonché per il completamento dei test missilistici. Nella fattispecie il 28 giugno 2011 alle ore locali 15:55, nel quadro del programma di lancio del R-30 Bulava, il K-535 ha effettuato con successo il 15° lancio di prova di questi, la quale testata ha raggiunto e colpito l'obiettivo situato nel poligono di test di Kura 57°20′N 161°50′E nei pressi di Ključi nella penisola della Kamčatka. Il K-535 è in seguito ritornato in porto in attesa dei nuovi test di collaudo insieme al Progetto 941 "Akula" TK-208 Dmitrij Donskoj; anch'esso aggiornato per supportare l'alloggiamento ed il lancio di 20 Bulava, in funzione di prima piattaforma di collaudo per il lancio di questi, in sostituzione degli ICBM navali R-39 (Nato:SS-N-20 Sturgeon) in servizio tra il 1982 ed il 2004.
Il 27 agosto 2011 è stato completato con successo il 16° test con l'ICBM R-30 Bulava portato alla massima capacità di lancio e giungendo infine a colpire il suo obiettivo nell'Oceano Pacifico partendo dal sottomarino che stazionava nuovamente nel Mar Bianco. Il 28 ottobre 2011, il K-535 ha effettuato con successo il 17° test di prova dell'R-30, lanciato questa volta dal sottomarino in immersione sempre nel Mar Bianco. Il 23 dicembre 2011 il sottomarino ha eseguito con successo il 18° test di lancio di due vettori Bulava, anche questa volta lanciati dal K-535 in immersione.

## Trasferimento alla Flotta
Il 12 dicembre 2012 venne riportato come il sottomarino avesse superato positivamente gli ultimi test in mare e dunque lo stesso sarebbe stato consegnato al servizio attivo entro i successivi due mesi. Successivamente venne pubblicamente dichiarato che sia il K-535 che il suo immediato successore, il K-550 "Aleksandr Nevskij" sarebbero entrati in servizio entro l'estate del 2012. Il vice-Primo Ministro Dmitry Olegovich Rogozin confermò in seguito che il K-535 sarebbe stato consegnato alla Marina il 29 luglio 2012.
Superata la data prevista, ci si attendeva che il sottomarino potesse essere consegnato alla flotta per la fine del 2012, tuttavia gli ultimi test effettuati in mare rivelarono ancora numerosi problemi tecnici tra i quali i non episodici glitch del software preposto ai sistemi di controllo del lancio automatizzato degli ICBM Bulava, che impedirono fattualmente ulteriori lanci di questi ultimi. Il Ministro della difesa russo Anatoliy Eduardovich Serdyukov affermò innanzi alla commissione legislativa, discutendo sui temi concernerti il suo ministero, che il K-535 sarebbe entrato in servizio nel 2013, affermando inoltre che il K-550 "Aleksandr Nevskij" si sarebbe unito alla Flotta del Pacifico nel 2014.
I cantieri Sevmash richiesero un indennizzo al Ministero della Difesa pari a 30 milioni di rubli per aver posposto l'ingresso in servizio attivo del K-535, motivando la richiesta in funzione dei costi di mantenimento del sottomarino sostenuti dal cantiere e che il Ministero non aveva precedentemente riconosciuto alla Sevmash in fase di preventivazione dei piani di costo. Il mancato ingresso del sottomarino venne motivato dal Ministero in ragione della temporanea indisponibilità presso la base della Flotta del Pacifico sita a Viljučinsk, delle banchine necessarie all'ormeggio dei due Classe Borej ossia del K-535 ed anche del suo successore, il K-550 "Aleksandr Nevskij".
Il K-535 è entrato ufficialmente in servizio il 10 gennaio 2013 in occasione della solenne cerimonia dell'alzabandiera ufficiata dal nuovo Ministro della Difesa Sergey Kuzhugetovich Shoygu, il quale in video-collegamento con il Presidente Vladimir Vladimirovič Putin lo ha informato che il vessillo della Marina recante la Croce di sant'Andrea era stato issato sul sottomarino, marcandone ufficialmente l'ingresso nella Marina Russa. Il sottomarino è stato ufficialmente assegnato alla 31ª Divisione Sottomarini della Flotta del Nord di stanza presso la ZATO, ossia la città chiusa, di Gadžievo.
Il 9 settembre 2013 il K-535 è arrivato presso la sua sede permanente di Gadžievo. Il sottomarino sarà pienamente effettivo nelle sue funzioni di combattimento a far capo dai primi mesi del 2014, dopo aver sostenuto una serie di esercitazioni.
Il 29 ottobre 2014 il Ministero della Difesa di Mosca ha annunciato che il sottomarino K-535 Yury Dolgoruky ha testato con successo il lancio del missile tattico 'SS-N-30 Bulava (SLBM). Il lancio è stato eseguito nel Mare di Barents, mentre l'obiettivo è stato colpito in un poligono russo della lontana penisola di Kamciatka.

## Comandanti
Comandanti del 1° equipaggio:
1. Dal 2003 al 2009: capitano di vascello Konstantyn Borysovych Mytʹkyn
2. Dal 2009 ad oggi: capitano di vascello Vladimir Shirin

Comandanti del 2° equipaggio:
1. Dal 2003 al 2009: capitano di vascello Vladimir Shirin
2. Dal 2009 al 2010: capitano di vascello Konstantyn Borysovych Mytʹkyn
3. Dal 2010 ad oggi: capitano di vascello Andrey Vladimirovich Pavlovskiy